# King Solomon's Dome
Le King Solomon's Dome, parfois appelé King Solomon Dome, est un sommet situé dans le Yukon au Nord-Ouest du Canada, non loin de la frontière avec l'Alaska. Il est situé à 32 kilomètres au sud-est de Dawson City. On[Qui ?] estime que les mines d'or s'y trouvant sont à l'origine de la ruée vers l'or du Klondike à la fin du XIXe siècle. Il doit son nom à Salomon, personnage biblique.
Il se trouve sur le parcours de la Yukon Quest, course de chiens de traineaux.